# Worarefilia
Worarefilia (ang. vorarephilia; czasem voreaphilia lub voraphilia; znana także jako fagofilia, ang. phagophilia), w skrócie nazywana vore – parafilia oraz rodzaj fetyszyzmu, w którym przyjemność seksualną czerpie się z fantazjowania na temat bycia pożeranym, pożerania innych lub obserwowania tego. Fantazjowanie może dotyczyć także trawienia. Termin „worarefilia” został utworzony przez połączenie łacińskiego słowa vorare – połykać, pożerać oraz pochodzącego z greki φιλία, philia – kochać.